# Supercupa României 2016
Supercupa României Timișoreana 2016 a fost cea de-a 18-a ediție a Supercupei României. Meciul s-a disputat între campioana Ligii I, Astra Giurgiu, și câștigătoarea Cupei României 2015-2016, CFR Cluj.
Supercupa s-a jucat pe Cluj Arena din Cluj pe 16 iulie 2016,începând de la ora 21:45. Aceasta a fost prima supercupă, în care după 90 de minute de joc nu s-au mai jucat două reprize suplimentare de 15 minute și s-a trecut direct la loviturile de departajare.

## Detaliile meciului
| Astra Giurgiu | 1-0    | CFR Cluj |
| ------------- | ------ | -------- |
| William 86'   | Raport |          |

| Astra Giurgiu | CFR Cluj |

| GK              | 1  | Silviu Lung Jr.      |  | 46' |
| DF              | 32 | Kristi Vangjeli      |  |     |
| DF              | 4  | Fabrício Silva       |  |     |
| DF              | 2  | Geraldo Alves        |  |     |
| DF              | 13 | Júnior Morais (c)    |  |     |
| MF              | 31 | Alexandru Ioniță     |  |     |
| MF              | 20 | Florin Lovin 84'     |  |     |
| MF              | 23 | Fernando Boldrin 74' |  |     |
| MF              | 24 | Damien Boudjemaa     |  | 61' |
| MF              | 91 | William De Amorim    |  | 86' |
| FW              | 80 | Filipe Teixeira 58'  |  |     |
| Substitutes:    |    |                      |  |     |
| GK              | 12 | George Gavrilaș      |  | 46' |
| FW              | 11 | Daniel Florea        |  | 61' |
| MF              | 14 | Romario Moise        |  |     |
| DF              | 15 | Cristian Oroș        |  | 84' |
| MF              | 19 | Boubacar Mansaly     |  |     |
| DF              | 77 | Alexandru Stan       |  |     |
| MF              | 96 | Silviu Balaure       |  |     |
| Manager:        |    |                      |  |     |
| Marius Șumudică |    |                      |  |     |

| GK             | 28 | Traian Marc             |         |
| DF             | 22 | Tiago Lopes 45'         |         |
| DF             | 6  | Ionuț Larie 38'         |         |
| DF             | 30 | Andrei Mureșan          |         |
| DF             | 45 | Mario Camora (c)        |         |
| MF             | 17 | Antonio Jakoliš 20' 88' |         |
| MF             | 10 | Davide Petrucci 15'     |         |
| MF             | 25 | Juan Carlos             |         |
| MF             | 7  | Alexandru Păun 41'      |         |
| FW             | 21 | Sergiu Negruț 46'       |         |
| FW             | 26 | Cristian Bud 70'        |         |
| Substitutes:   |    |                         |         |
| GK             | 1  | Mihai Mincă             |         |
| DF             | 4  | Răzvan Horj             |         |
| FW             | 9  | Guima 70'               |         |
| FW             | 11 | Cristian López          | 75' 46' |
| DF             | 14 | Andrei Tânc             |         |
| MF             | 16 | Szilard Veres           |         |
| MF             | 19 | Bryan Nouvier           | 88'     |
| Manager:       |    |                         |         |
| Vasile Miriuță |    |                         |         |

| Regulile meciului - 90 de minute. - Lovituri de departajare dacă după 90 de minute scorul este egal. - Șapte rezerve. - Cel mult trei schimbări. |